# Campeonato Sudamericano de Natación de 1966
El Campeonato Sudamericano de Natación de 1966 se celebró en Lima, Perú en la piscina Campo de Marte.

## Resultados

### Mujeres
| Prueba      | Ganador                 |
| ----------- | ----------------------- |
| 200 m libre | Rosario de Vivanco      |
| 100 m pecho | Ana María Norbis 1:21.4 |
| 200 m pecho | Ana María Norbis 2:56.1 |